# Allow Me to Reintroduce Myself
Allow Me to Reintroduce Myself är en EP av svenska sångerskan Zara Larsson. Den släpptes exklusivt i skandinaviska länder den 5 juli 2013, av TEN Music Group och Universal Music Group.

## Låtlista
| Nr           | Titel                | Producer(s)    | Längd |
| ------------ | -------------------- | -------------- | ----- |
| 1.           | DarkSide             | soFly och Nius | 3:52  |
| 2.           | Love Again           | Habolin        | 2:54  |
| 3.           | She's Not Me (Pt. 1) | Mack Naiv      | 2:52  |
| 4.           | She's Not Me (Pt. 2) | Mack Naiv      | 2:48  |
| 5.           | Cash Me Out          | Dawood         | 3:25  |
| Total längd: | Total längd:         | Total längd:   | 15:51 |